# 애플 파일 시스템
APFS 혹은 애플 파일 시스템(Apple file system, APFS)은 애플에서 macOS, iOS, watchOS, tvOS 등에서 범용으로 사용하고자 만드는 파일시스템으로, 기존의 HFS+를 대체하는 새로운 파일시스템이다. 이 파일 시스템은 2016년 애플 세계 개발자 회의에서 처음 공개 되었으며, macOS 시에라에 이 파일 시스템을 만들수 있는 툴이 처음으로 들어가게 되었다. 그리고 2017년 1월 25일에 나온 iOS 10.3 베타에서부터 본격적으로 APFS를 사용하게 되었다. macOS에서는 macOS 하이 시에라부터 정식으로 도입되었다.

## 역사
애플은 HFS+를 대체하기 위해 ZFS를 생각하였다. 그러나, ZFS는 라이선스 문제로 인하여 실리지 못하였다. 이후 애플은 2016년 세계 개발자 회의에서 자신들의 모바일 환경에 맞는 새로운 파일 시스템인 애플 파일 시스템을 내보이게 된다.

## 기능
컨테이너 방법을 사용하여 컨테이너 내의 파티션 용량을 조절할 수 있으며, 카피 온 라이트를 지원함으로써 스냅샷을 더 편하게 지원할 수 있게 되었다., 또한 강력한 암호화 기능이 추가되어 APFS 상에서 추출할 수 없는 비밀 키를 만들고 이를 이용해 파일 시스템을 암호화하여 삭제하는 등의 강력한 기능들이 추가되었다.

## 비판
APFS는 사용자의 메타데이터는 체크섬의 대상으로 넣지 않으며, 사용자의 메타데이터가 손상될 시 데이터 손상이 올 위험이 있다.

## 같이 보기
- Btrfs
- ReFS
- ZFS